# Carnaval en Colombia
El carnaval en Colombia, introducido por los españoles, ha incorporado elementos de las culturas europeas y ha logrado sintetizar y reinterpretar tradiciones que pertenecen a las culturas africanas e indígenas de Colombia.
Existe evidencia que demuestra que el carnaval ya existía en el país en el siglo XVIII y que causaba preocupación a las autoridades, quienes prohibieron las celebraciones en los principales centros de poder colonial como Cartagena, Bogotá y Popayán. El carnaval por lo tanto tuvo que continuar su evolución y reinterpretación en las aldeas y pueblos de poca importancia en aquella época y donde las celebraciones no ofendían a las élites dirigentes.
El resultado fue la continua celebración de festivales de carnaval en Barranquilla (carnaval de Barranquilla), y otras poblaciones a lo largo del río Magdalena, así como también en Pasto (Carnaval de Negros y Blancos), en el sur del país. En tiempos modernos, durante el siglo XX y presente, ha habido varios intentos de reintroducir el carnaval en la capital del país (Bogotá),pero no ha logrado la aprobación total de las autoridades (carnaval de Bogotá).

## Carnaval en el Caribe Colombiano

### Carnaval de Barranquilla

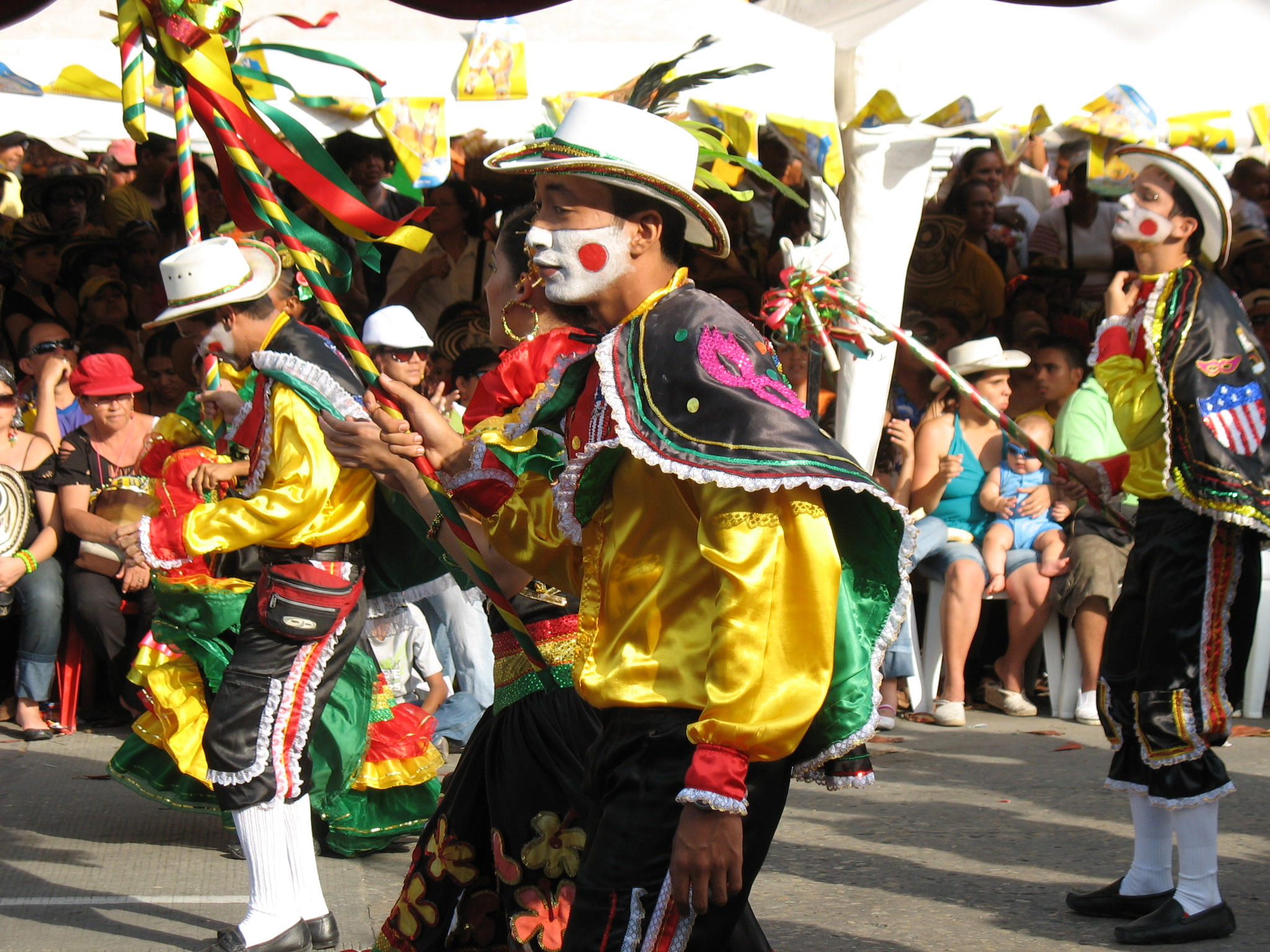
Danza del Garabato en el carnaval de Barranquilla.

Este tipo de festividades fue traído al Nuevo Continente por los españoles y portugueses.
Las celebraciones del carnaval de Barranquilla se remontan al siglo XVIII, sus orígenes se desconocen. Uno de sus posibles orígenes son las fiestas de Cartagena introducidos por los españoles entre 1600 y 1700, aunque existen evidencias desde la década de 1540. El carnaval de Barranquilla se ha celebrado de manera oficial desde 1876, sin embargo ya se celebraba desde años atrás. El carnaval barranquillero refleja los patrones de migración desde las áreas rurales hacia la ciudad y una ciudad en constante formación y crecimiento. Las danzas de origen africano e indígena, como las danzas de animales, fueron traídas a través de estas rutas durante periodos diferentes y todavía hoy se celebran en sus sitios de origen. De la misma manera existen eventos, danzas y disfraces que son característicos de ciertas regiones y que no han sido incorporados en el carnaval de Barranquilla. El carnaval de Barranquilla es la fiesta insignia de Colombia, y mezcla todas las danzas provenientes de la ribera del bajo Magdalena.
El carnaval de Barranquilla obtuvo en 2003 reconocimiento como Obra Maestra del Patrimonio Oral e Intangible de la Humanidad, y en 2008 como Patrimonio Cultural Inmaterial concedido por la Unesco.
Los carnavales en el siglo XVIII también se celebraban en la villa de Santa Cruz de Mompox y en las poblaciones a lo largo del río Magdalena de donde incorporaron y adaptaron influencias indígenas que se mezclaron con las tradiciones africanas y europeas.

### En otras poblaciones
También se celebran carnavales en:
| Bolívar                                                                       | Cesar       | Córdoba   | La Guajira | Magdalena         | Sucre              | Atlántico |
| ----------------------------------------------------------------------------- | ----------- | --------- | ---------- | ----------------- | ------------------ | --- |
| - El Carmen de Bolívar - Mompox - San Jacinto - San Juan Nepomuceno - Calamar | - Aguachica | - Sahagún | - Riohacha | - Ciénaga - Plato | - Corozal - Ovejas | En general, en todos los municipios del departamento. Se destacan las siguientes: - Santo Tomás - Sabanalarga |

## Carnaval en el Sur de Colombia

### Carnaval de Negros y Blancos en Pasto

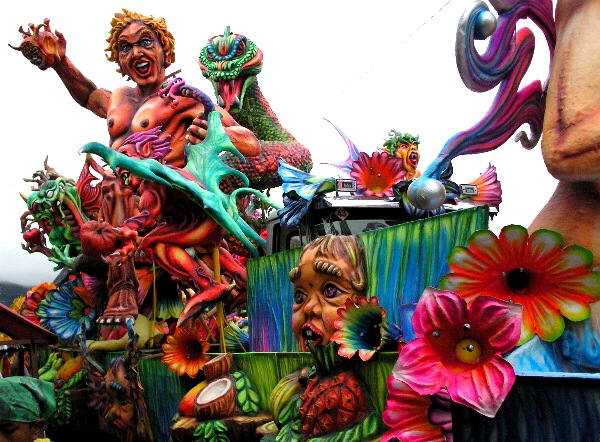
Carroza del Carnaval de Negros y Blancos en Pasto.

El Carnaval de Negros y Blancos es un carnaval bastante tradicional y el más importante del sur de Colombia, celebrado en Pasto, declarado Patrimonio Cultural de la Nación en 2001 por el Congreso de Colombia y Patrimonio Cultural Inmaterial de la Humanidad por la Unesco en septiembre de 2009.
Es una de las fiestas más antiguas de la región sur colombiana, cuya versión moderna se remonta alrededor de 1912 y se celebra cada año en la ciudad de Pasto, entre el 2 de enero y el 7 de enero, coincidiendo con la Epifanía católica, lo cual le da un carácter especial, toda vez que a nivel mundial la mayoría de celebraciones carnestoléndicas, transcurren en los días previos al inicio de la Cuaresma.
Su principal diferencia con otras festividades en la región latinoamericana es que esta celebración transcurre enfocada en la expresión artística del pastuso. Su identidad es bastante compleja de describir, ya que mezcla una serie de tradiciones locales, como la Llegada de la Familia Castañeda (4 de enero), con sucesos históricos en la región que forjaron una fiesta que exalta la libertad del pueblo afroamericano celebrada el día de los Negros (5 de enero) y una variación de la celebración del Día de Reyes o día de los Blancos (6 de enero), que es cuando se presentan las monumentales carrozas en el Desfile Magno, donde algunos de sus motivos se inspiran en la identidad indígena de la región. Por eso se considera que esta fiesta resalta la libre convivencia de razas en Latinoamérica.
De la misma manera se celebra en las mismas fechas en las demás poblaciones de la zona andina del departamento de Nariño y del suroccidente colombiano, resaltando junto con la de Pasto las de Ipiales (Carnaval de los Verdes - Carnaval de la Frontera) y Túquerres.

### Carnaval Multicolor de la Frontera en Ipiales

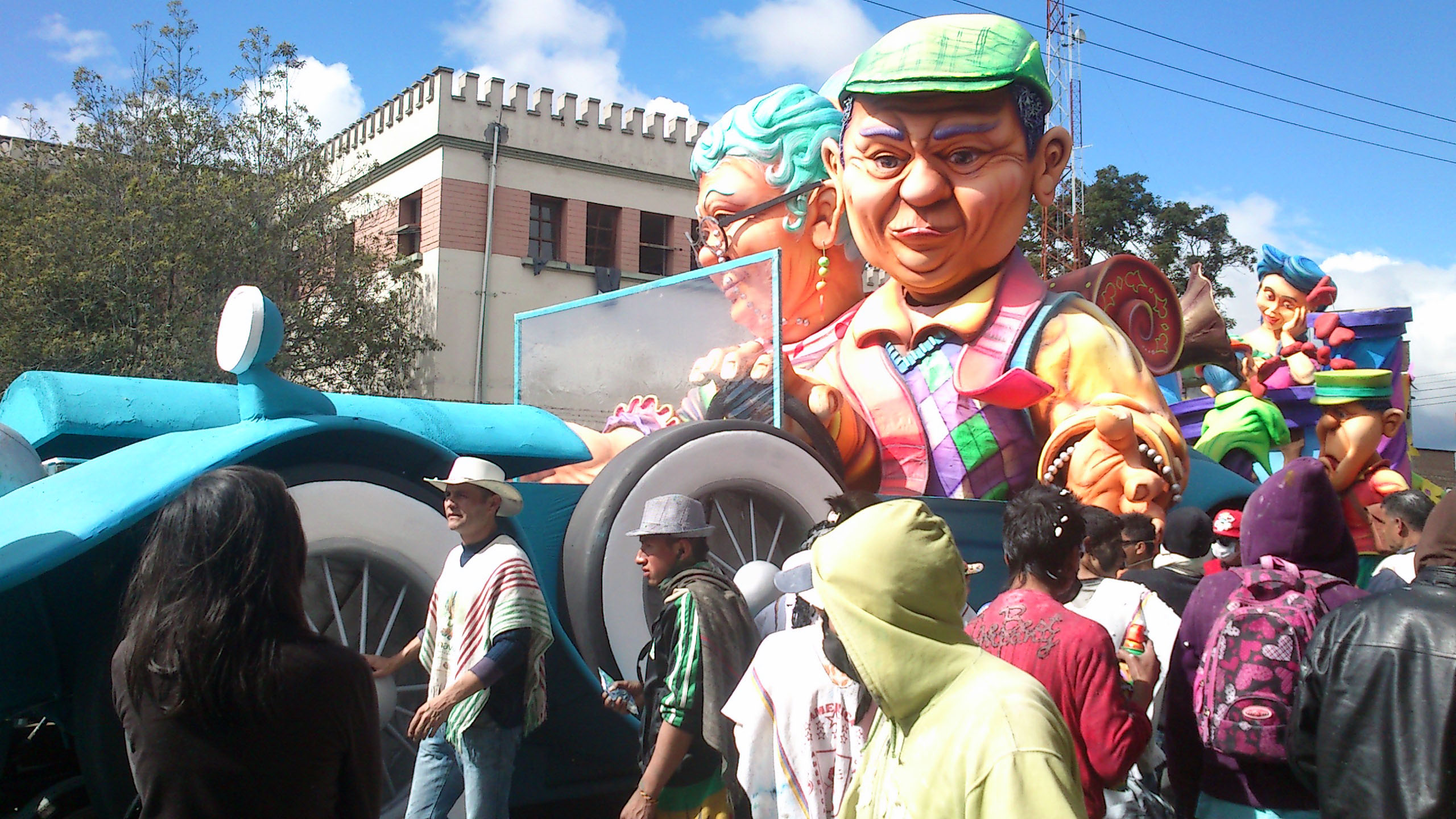
Carroza en Ipiales.

Carnaval Multicolor de la Frontera, es el nombre dado al carnaval de Ipiales desde el 2008. Este carnaval recoge y amplía la tradición existente en Ipiales en lo que popularmente se llama Carnaval de Negros y Blancos, de tal manera que es preciso aproximarnos históricamente y auscultar esos antecedentes que decantaron en las fiestas tal como las conocemos.

### Carnaval de Negros y Blancos en Túquerres
Se celebran en el municipio de Túquerres, como centro de la región de la Sabana del departamento de Nariño, se desarrolla entre el 3 y 6 de enero de cada año, incluyendo el desarrollo de Carnavalito y Festival de Música Andina el 3 de enero, entrada de la Familia Cucas Remo el 4 de enero, juego de Negritos el 5 de enero, y el Día Magno del Carnaval el 6 de enero, donde se lleva a cabo el Desfile de carnaval que incluye disfraces individuales y colectivos, murgas, comparsas, colectivos coreográficos y carrozas que se dividen en no motorizadas y motorizadas. Esta festividad es la más importante de la región y convoca a propios y turistas a visitar el municipio y enamorarse de la cultura.

## Carnaval en el Occidente Colombiano

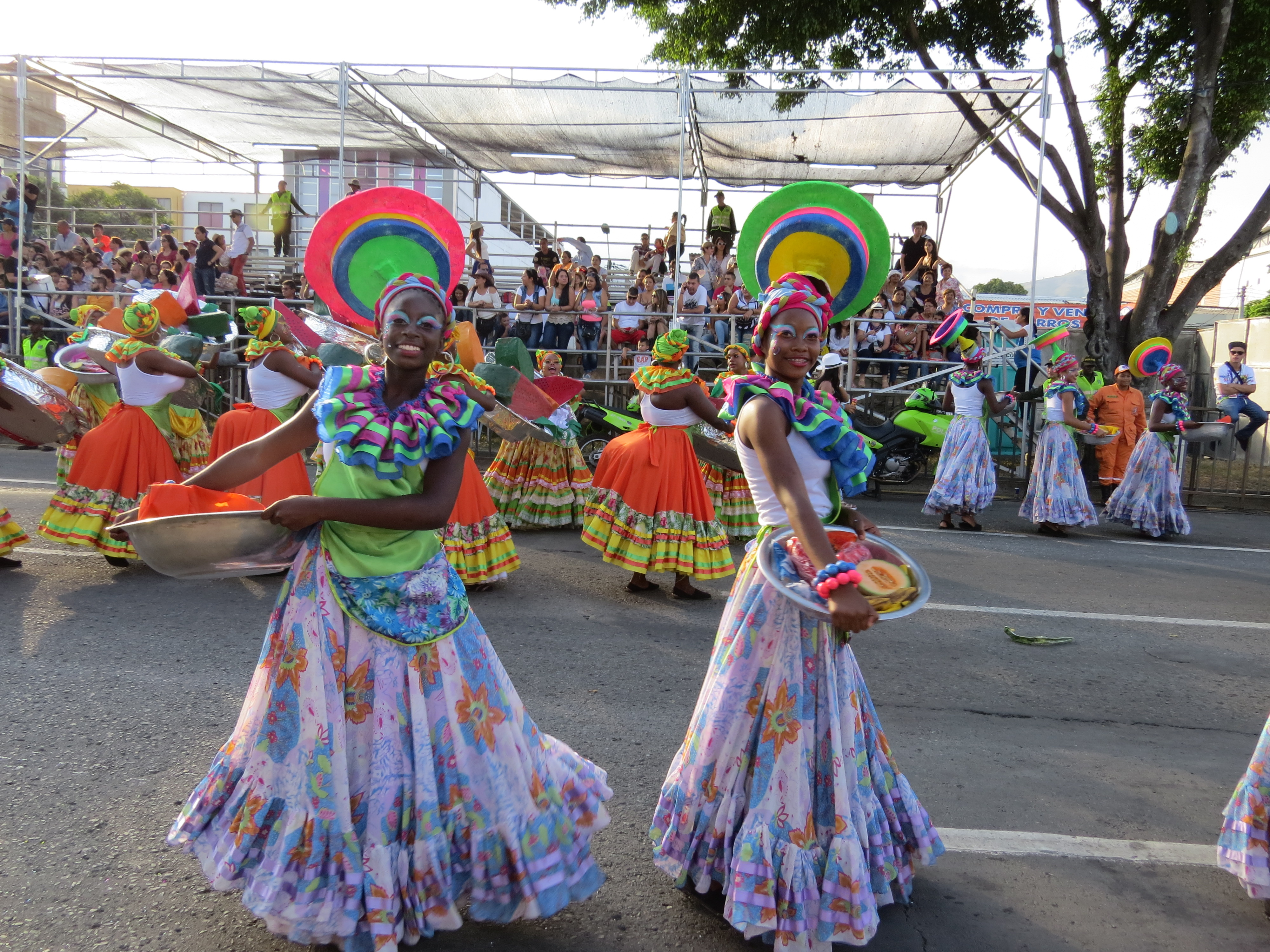
Carnaval de Cali Viejo, 2015.

### Carnaval de Cali Viejo
Evento creado para recordar y rendirle tributo a hechos y personajes que marcaron el desarrollo de Cali como ciudad, forma parte de la programación de la Feria de Cali. Se presentan comparsas con diferentes temáticas, así como asociaciones hacen presencia para transmitir mensajes mediante sus comparsas.
Este evento es más antiguo que la misma Feria de Cali, y en diciembre de 2022 se celebraron los 100 años del primer desfile del carnaval de Cali en 1922.

## Carnaval en el Pacífico Colombiano

### Fiesta de San Francisco de Asís en Quibdó
La Fiesta de San Pacho o Fiesta de San Francisco de Asís, es un evento celebrado anualmente en Quibdó, capital del departamento de Chocó (Colombia), en donde se alternan expresiones religiosas y paganas, que empiezan el 20 de septiembre y se extienden hasta el 5 de octubre. Es símbolo de la identidad cultural afrochocoana, al actualizar tanto el modo en el que se asume la experiencia religiosa, como aquello que le es esencial en el dominio de la música, la danza y el teatro. Es un complejo espacio simbólico que hace parte de la vida religiosa, social y política de esta población.
La celebración se construye a partir de 12 barrios correspondientes al municipio de Quibdó, sobre los cuales recae el compromiso de organizar todo lo concerniente a la fiesta. las tardes la danza emerge como elemento liberador y el teatro rememora los hechos de la cotidianidad opresiva y la discriminación histórica hacia la población africana. El 3 de octubre, la imagen del Santo recorre el río sobre balsas, y el 4 se realiza la procesión al patrono recorriendo cada uno de los barrios, que hacen ofrenda al Santo mediante el llamado ‘teatro misterio’ levantado en su honor. Aunque se suele pensar que se trata realmente de una fiesta patronal en honor de San Francisco de Asís, en realidad se ha transformado en un "carnaval".
En 2012 fue incluida en la Lista de Patrimonio Inmaterial de la Humanidad de la Unesco con el nombre de “Fiesta de San Francisco de Asís en Quibdó”.
Al ser un gran referente de la cultura del Chocó, es posible ver que las diferentes colonias de chocoanos en el país, celebran también su "San Pachito", una fiesta icónica del Choco.

## Carnaval en el Centro de Colombia

### Carnaval de Riosucio

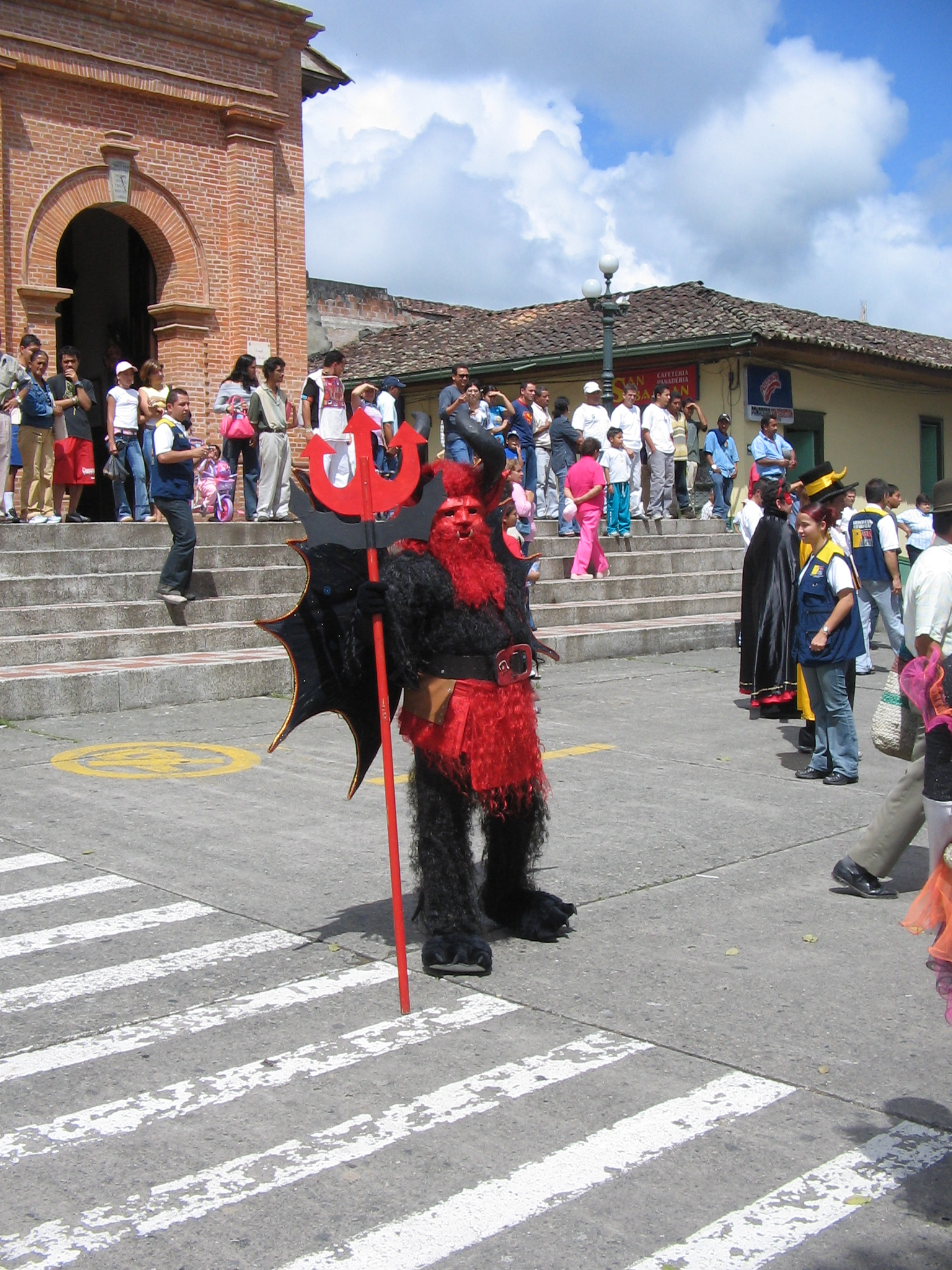
Disfraz suelto del diablo en Riosucio durante el carnaval.

El carnaval de Riosucio en Caldas es quizá uno de los carnavales más auténticos. Se celebra oficialmente desde el año 1847, cuando se hizo efectiva la unión de las poblaciones de Quiebralomo y Montaña.
Empezó como una celebración de la fiesta de los reyes magos que la gente de Quiebralomo ya realizaba desde el siglo XVI y en la cual se mezclaban tradiciones europeas y africanas.
En este carnaval se recogen elementos indígenas como el culto a la tierra simbolizados en Guarapo y el calabazo donde se guardaba, así como también el culto al sol, invocado en las facciones felinas del jaguar, un animal sagrado que simbolizaba el astro rey. Este símbolo se ha perpetuado en las efigies del diablo del carnaval.

### Carnaval de Bogotá

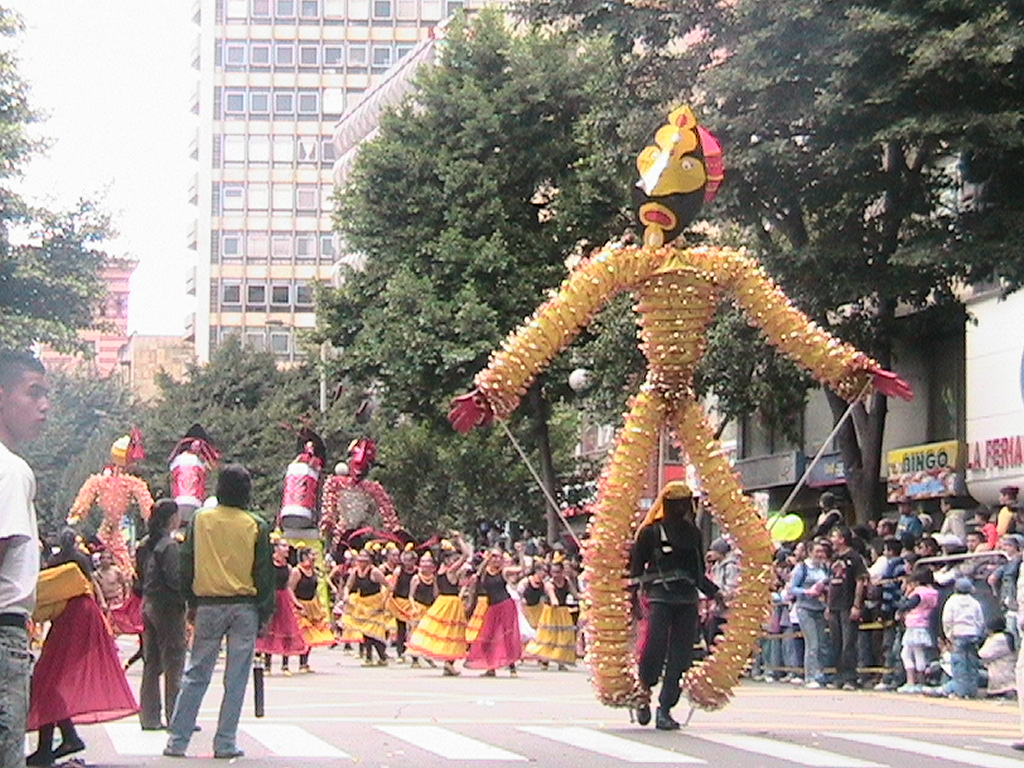
Carnaval de la Reconciliación (2007) o Carnaval de Bogotá.

Desde el  siglo XVI se realizaron carnestolendas en Santafé y desaparecieron en la década de 1930 del siglo XX, existen referencias al respecto.
En 1960 se intenta revivir el carnaval de Bogotá, pero fracasa. 
En el siglo XXI ha habido varios intentos, pero no ha logrado la aprobación total de las autoridades.

## Carnaval en el Oriente Colombiano

### Carnaval de Ocaña
El carnaval de Ocaña, Norte de Santander, es una celebración popular que tiene sus inicios en 1945 y se desarrolla durante los días 4, 5 y 6 de enero, por iniciativa del barranquillero Henrique Ruíz Machuca, hijo de padres ocañeros. Hoy en día es organizada por la Administración Municipal a través de la Secretaría de Educación Cultura y Turismo.
Actividades: desfile de comparsas locales y de otros municipios vecinos que recorren con disfraces, baile y alegría las calles 10 y 11 hasta llegar a la Zona Cero, lugar de encuentro y diversión.
La apertura del carnaval la realiza la reina que es elegida el día tres (3) de enero, dando comienzo al Carnaval el 4 de enero a las 2:00 p. m., desde la plazoleta de San Francisco con la Comparsa Carnaval.

### Carnaval del Oriente Colombiano en Málaga

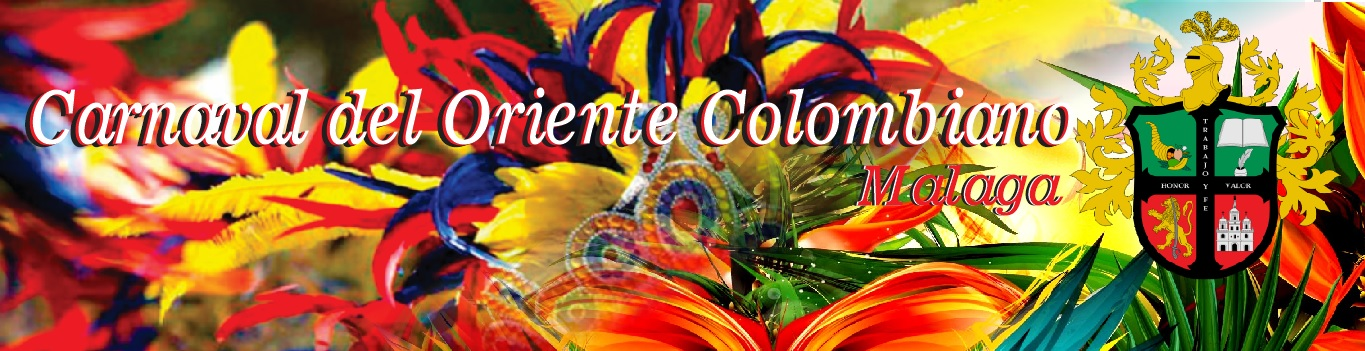
Carnaval del Oriente Colombiano.

En las primeras dos semanas del año se llevan a cabo las Ferias y Fiestas de San Jerónimo y como parte de ellas se realiza el Carnaval del Oriente Colombiano (carnaval malagueño), en Málaga (capital de la provincia de García Rovira), departamento de Santander.

## Galería de imágenes

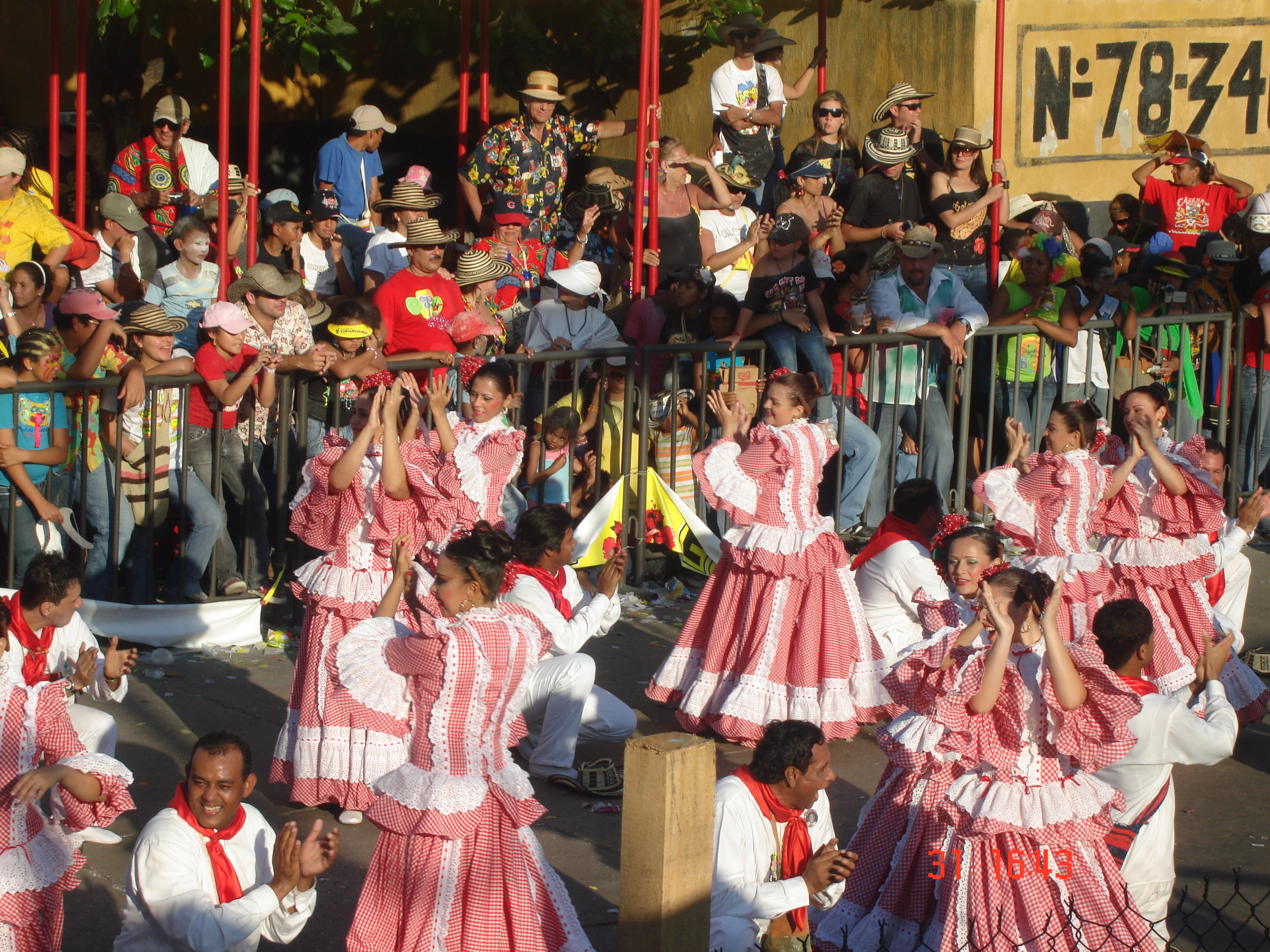
Danza de la cumbia en el carnaval de Barranquilla
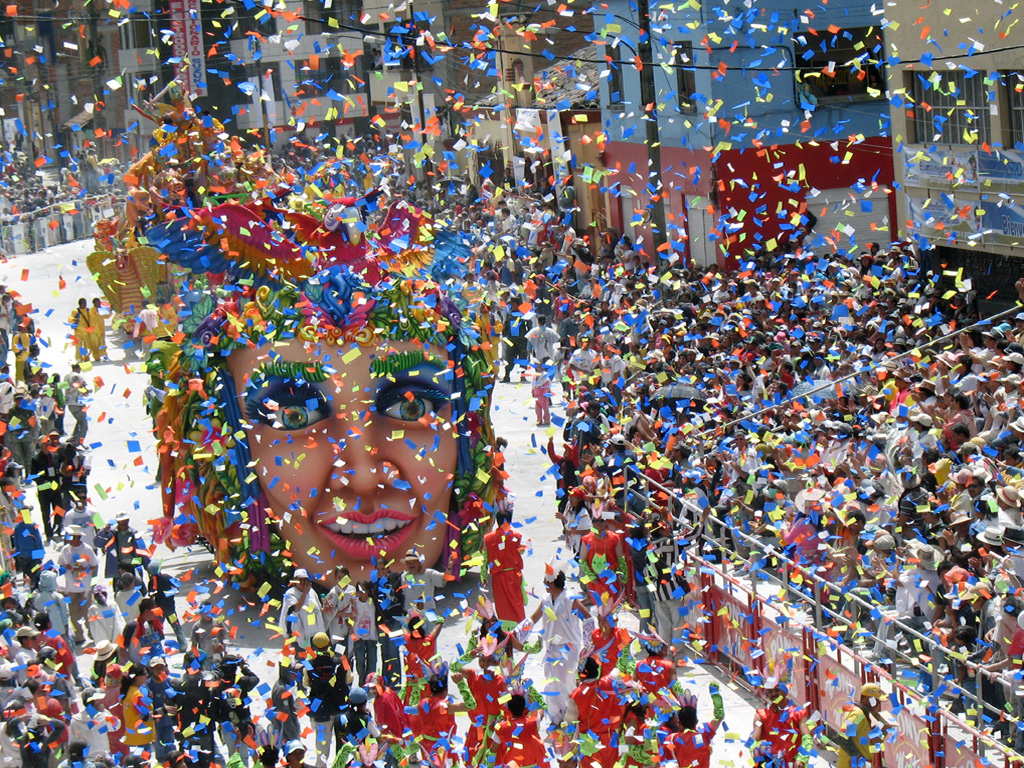
Desfile Magno en el Carnaval de Negros y Blancos
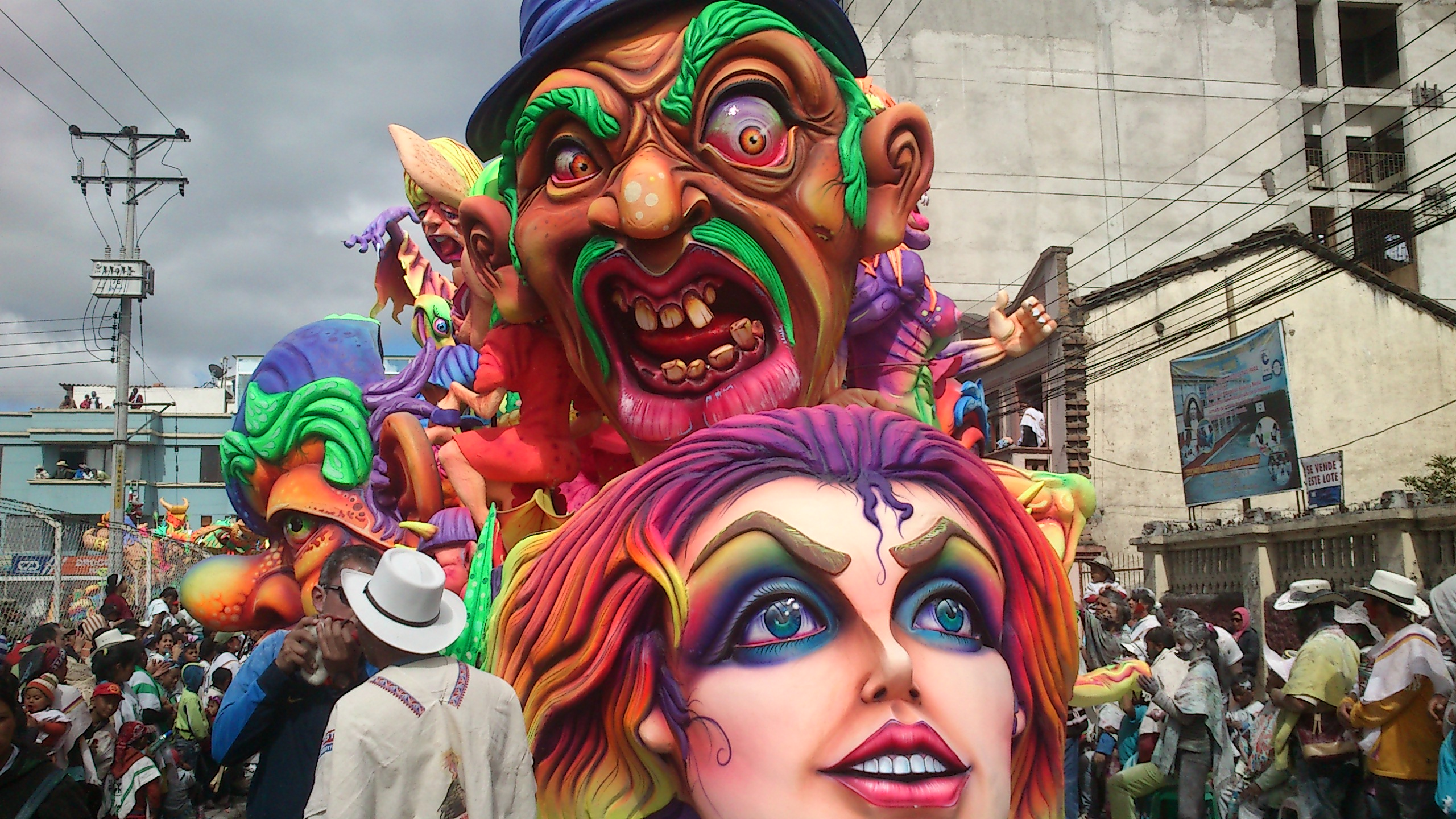
Carroza en el Carnaval Multicolor de la Frontera en Ipiales
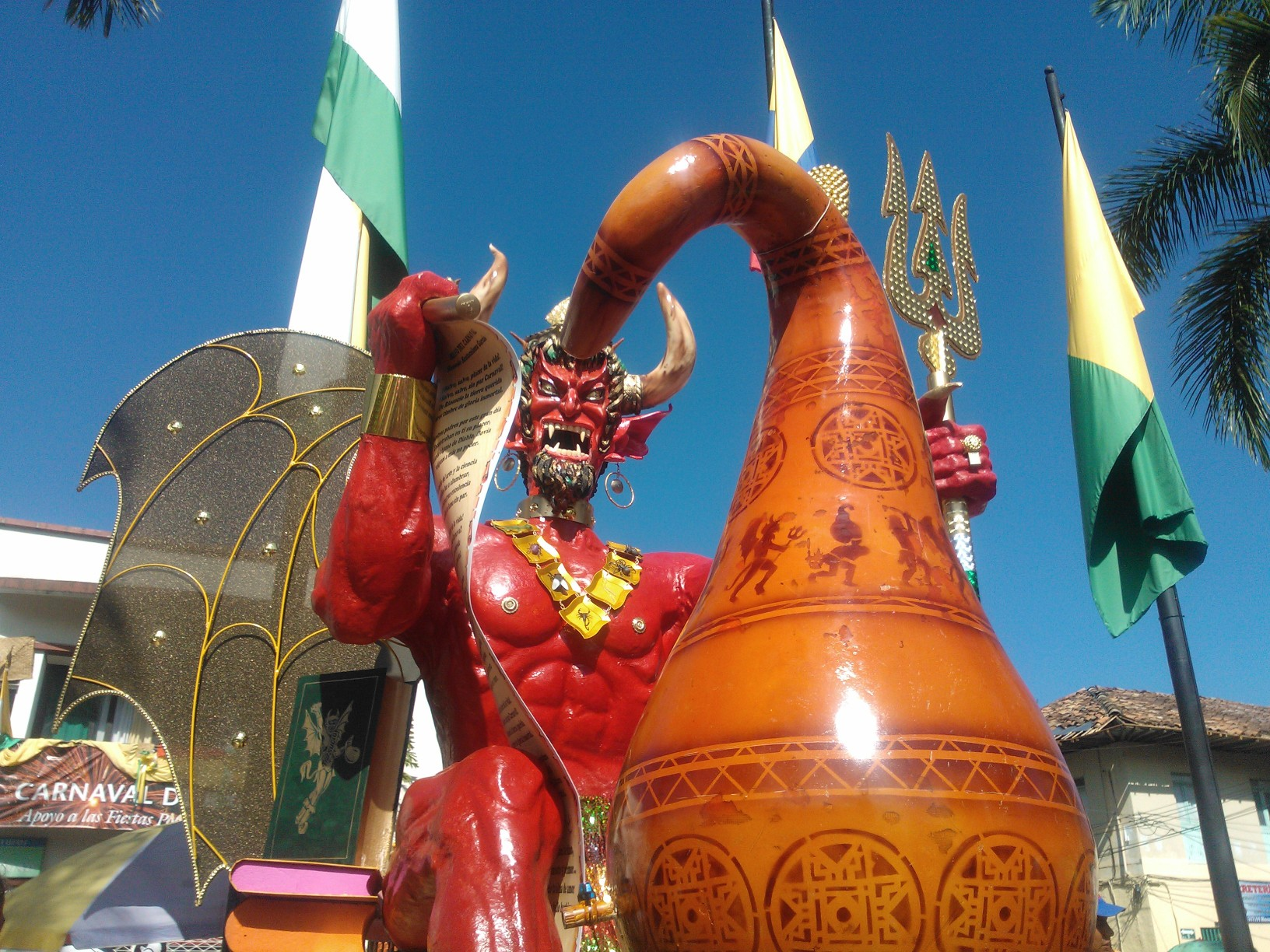
Su Majestad el Diablo del Carnaval de Riosucio
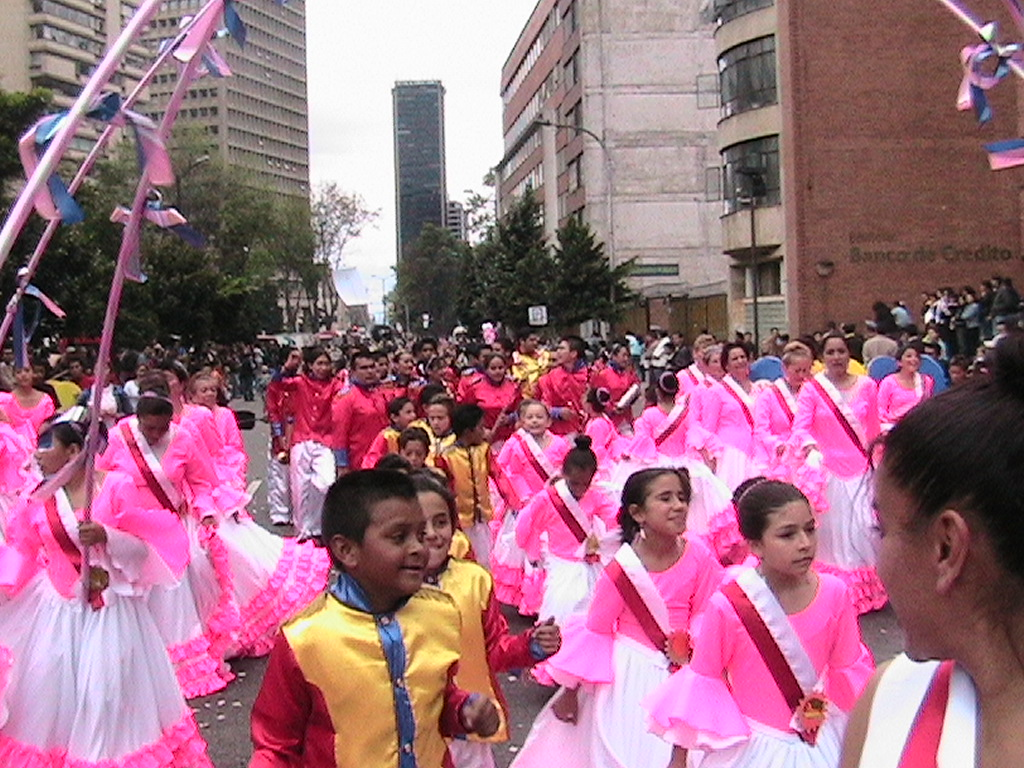
Carnaval de Bogotá en 2006.